# Samadhi (yoga)
Samadhi (Sanskriet & Pāli: समाधि, samādhi, 'concentratie', 'diepe meditatie', 'absorptie') is de achtste en laatste stap op het achtvoudige yogapad (ashtanga yoga) uit de Yogasoetra's van Patanjali. De andere zeven stappen zijn: yama, niyama, asana, pranayama, pratyahara, dharana en dhyana. Samadhi maakt deel uit van samyama, een technische term die de drie hoogste stadia van concentratie op het achtvoudige pad onder één noemer samenvat.
Samadhi is de staat van bewustzijn waarin de menselijke geest door perfecte meditatie één is geworden met het object van meditatie, vrij van enige activiteit. Samadhi wordt wel omschreven als diepe contemplatie, trance, heelheidsbeleving of eenwording. Het is de culminatie van de klassieke yoga die vaak gepaard gaat met een euforische extase of gelukzalige vrede.
In het boeddhisme heeft het begrip samādhi, in een andere culturele context, min of meer dezelfde betekenis. In feite komt de staat van samadhi, onder andere benamingen, in de mystieke literatuur van alle grote religieuze stromingen voor.

1. Dhāraṇā is het fixeren van de aandacht van de geest (citta) op één punt of object.
2. Dhyāna is de gestage, ononderbroken stroom van de aandacht op dat object.
3. Samādhi treedt op wanneer het object van dhyāna het subject wordt, waardoor het zelfbewustzijn verdwijnt en men opgaat in het object van meditatie.
4. Deze drie tezamen vormen samyama, het vermogen om in één vloeiende beweging van de geest van dhāranā over te gaan in dhyāna en samādhi.
5. Door de verovering van samyama wordt men verlicht met wijsheid.
6. Samyama kan op verschillende onderwerpen worden gericht.
7. Dit (dhāraṇā, dhyāna en samādhi) zijn de drie innerlijke (antaranga) onderdelen van het achtvoudige pad.

## Verschillende vormen van samadhi
In de context van de Yogasoetra's is de hoogste vorm van samadhi de totale absorptie in het gedachteloze Zijn, waarin het onderscheid en de dualiteit tussen subject en object geheel is opgeheven. Men spreekt dan van nirvikalpa samadhi. Bij alle andere vormen van samadhi waarin nog wel sprake is van een dergelijk, miniem onderscheid, spreekt men van savikalpa samadhi die op zijn beurt weer in verschillende categorieën kan worden ondergebracht, ieder met hun eigen (technische) benaming. In het boeddhisme worden savikalpa samadhi en nirvikalpa samadhi aangeduid met respectievelijk nirvana en mahanirvana.
- nirvikalpa samadhi
- savikalpa samadhi
- sabija samadhi, onderscheiden in samprajnata- en asamprajnata samadhi, met 'zaadgedachte' (bija, zaad)
- samprajnata samadhi (onderscheiden in vitarka, vicara, ananda en asmita)
- asamprajnata samadhi (beeldloos als door een wolk). Samprajnata en asamprajnata wisselen elkaar in sabija samadhi af
- nirbija samadhi, onderscheiden in nirbija- en dharma-megha-samadhi, zonder 'zaadgedachte'
- dharma-megha-samadhi
- maha-samadhi

### Sabija samadhi: samprajnata en asamprajnata
Sabija-samadhi is de mystieke reis die door verschillende kosha's (omhulsels, lichamen) van de yogi leidt, te weten samprajnata-vitarka door het manomaya kosha (lager denkomhulsel), samprajnata-vicara door het vijnanamaya kosha (hoger denkomhulsel), samprajnata-sananda door het anandamaya kosha (zaligheidsomhulsel of buddhi, intuïtie) en samprajnata-sasmita door atma (jivatma, de individuele ziel). Elk stadium (vitarka, vicara, ananda, asmita), waarbij de aandacht naarbuiten op een object (zaad) wordt gericht, wordt gevolgd door samprajnata samadhi, waarbij de aandacht naar binnen wordt gericht. Na elke samprajnata samadhi komt de yogi in een hoger stadium. Nirbija samadhi gaat nog aan de laatste samprajnata samadhi voorbij en is er de laatste fase van. Uiteindelijk gaat de yogi prakriti te boven en kan het licht van Purusa enkel op zichzelf worden gericht. De ziener ziet ten slotte zichzelf. Kaivalya is bereikt.

### Samyama verrichten in samprajnata samadhi
In samprajnata samadhi verricht de yogi 'samyama' op elk willekeurig object om deze te kennen, door er zijn bewustzijn mee te versmelten (erin op te laten gaan). Ieder object is als een omhulsel (zaad), dat kan worden gespleten, waardoor telkens een diepere laag kenbaar wordt (op een ander bewustzijnsgebied). Zo raakt de yogi steeds dieper in het te kennen object en kan de kern ervan bereiken. Elk object is opgebouwd uit de drie guna's en in de vier bewustzijnsniveaus (vitarka, vicara, ananda, asmita) reist de yogi  via zijn 'omhulsels', respectievelijk manomayakosa, vijnanamayakosa, anadamayakosa en atma, om de objecten te ervaren in vier verschillende stadia van de guna's, respectievelijk: visesa (bijzonder), avisesa (universeel), linga (kenmerk), alinga (zonder kenmerk). In het laatste stadium gaat elk object op in Goddelijk Bewustzijn en is er van geen enkel kenmerk meer sprake. Door innerlijk schouwen kan de yogi zo alles tot in de finesses leren kennen.

## Mahasamadhi
Het bewust heengaan van een yogi door volledige absorptie in de staat van nirvikalpa samadhi om zich vervolgens uit het lichaam terug te trekken wordt wel mahasamadhi ('grote samadhi') genoemd. Zodoende wordt de term samadhi of mahasamadhi ook wel gebruikt voor de laatste rustplaats van het lichaam van de yogi. Vaak worden de lichamen van dergelijke, gerealiseerde yogi's namelijk niet traditioneel gecremeerd, maar in een tombe of mausoleum begraven.

## Samadhi en fysiologie
Gebleken is dat met een elektro-encefalograaf (EEG) tijdens diepe meditatie of samadhi een geheel eigen patroon van hersengolven wordt geregistreerd. Dergelijk onderzoek is voornamelijk uitgevoerd bij boeddhistische monniken met een jarenlange ervaring in de meditatie, en bij mensen die de transcendente meditatie (TM) beoefenen. Dergelijk onderzoek geeft ook aan dat de coherentie van de hersengolven hoger wordt naarmate iemand meer ervaring heeft met de toestand van diepe, meditatieve absorptie. Bovendien blijkt een dergelijke coherentie bij deze proefpersonen ook buiten de meditatieperioden langer aanwezig te zijn.